# Peppino Aldrovandi
Peppino Aldrovandi (Bologna, 21 agosto 1926) è un politico e operaio italiano.
È stato membro della Camera dei deputati dal 1969 al 1976.

## Biografia
Di professione operaio alla Sasib, fu candidato alla Camera dei deputati per il PCI alle elezioni politiche del 1968 risultando il primo dei non eletti nella circoscrizione di Bologna-Ferrara-Ravenna-Forlì e, nel 1969, subentrò al posto del dimissionario Luciano Lama. Fu confermato deputato alle successive elezioni del 1972.